# Don Marcelino
Don Marcelino est une municipalité de la province du Davao occidental, située sur l’île de Mindanao aux Philippines.